# Organet för europeiska regleringsmyndigheter för elektronisk kommunikation
Organet för europeiska regleringsmyndigheter för elektronisk kommunikation (engelska: Body of European Regulators of Electronic Communications, Berec) är ett samarbetsorgan inom Europeiska unionen med inriktning på elektronisk kommunikation i Europa. Organet arbetar med frågor gällande NGA-nät, nätneutralitet m.m.  Det grundades januari 2010 i Bryssel, och flyttade samma år sitt huvudkontor till Riga.